# Marcin Masecki

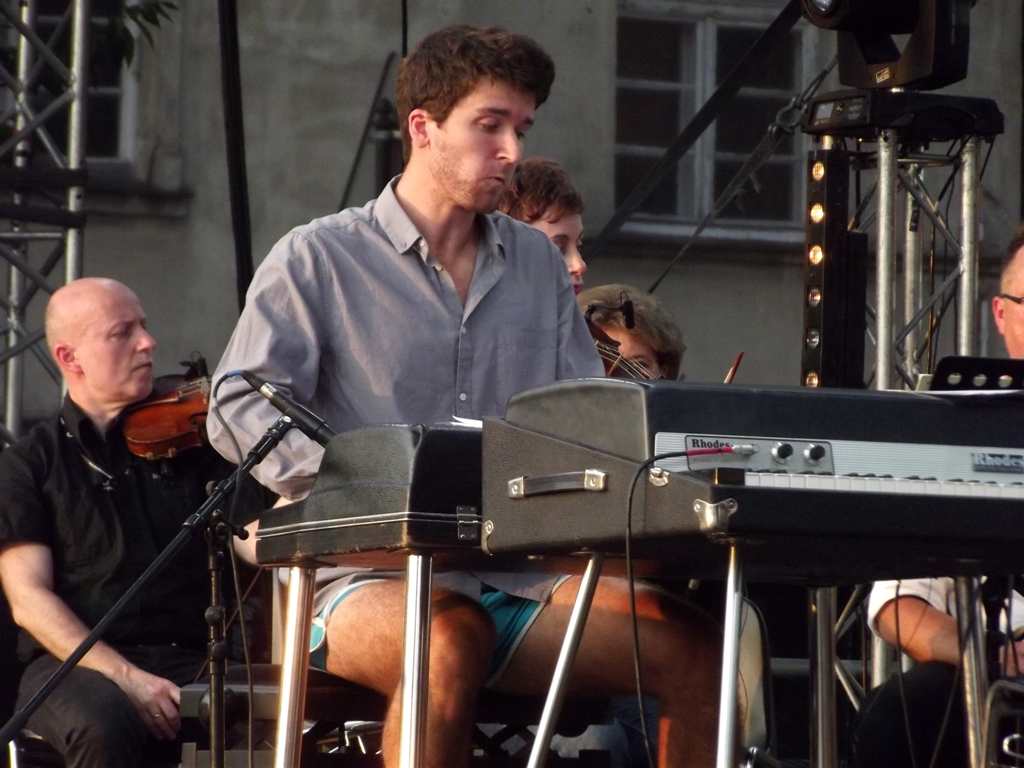
Marcin Masecki

Marcin Masecki (* 6. September 1982 in Warschau) ist ein polnischer Pianist und Komponist   des Modern Creative und der Neuen Improvisationsmusik. 
Masecki, dessen Vater als Klarinettist tätig war, erhielt von ihm erste musikalische Unterrichtungen im Alter von drei Jahren. Mit sieben Jahren schloss sich eine klassische Klavierausbildung an. Mit zwölf Jahren begann er, in Clubs aufzutreten; mit 15 Jahren leitete er sein eigenes Trio. Er gehörte zur Band von Zbigniew Wegehaupt. Aktuell leitet er das Jazzsextett Profesjonalizm, die Gruppe Polonezy und das Warsaw Orchestra of Recreation. Mit Ziv Ravitz und Garth Stevenson bildet er das Trio TAQ.
Als Komponist schrieb er auch für sinfonische Orchester und Kammerensembles.
2005 gewann Masecki den Internationalen Jazzpiano Wettbewerb in Moskau.

## Diskographische Hinweise
- TAQ Live in Mińsk (2006)
- 2525252525 (mit Raphael Rogiński und Macio Moretti, 2008)
- John (2010, solo)
- Polonezy (2013)